# Odbojka na OI 1964.
Odbojka na Olimpijskim igrama u Tokiju 1964. godine se po prvi puta našla u programu Igara, a uključivala je natjecanja u muškoj i ženskoj konkurenciji.

## Osvajači medalja
|       | Zlato | Srebro | Bronca |
| Muški | SSSR Jurij Česnokov Jurij Vengerovski Eduard Sibirjakov Dmitri Voskoboinikov Vasilij Kačarava Stanislav Ljugailo Vitalij Kovalenko Jurij Pojarkov Ivan Bugaenkov Nikolaj Burobin Valerij Kalačikin Georgij Mondzolevski | Čehoslovačka Vaclav Smidl Josef Sorm Zdenek Humhal Josef Labuda Josef Musil Petr Kop Milan Cuda Karel Paulus Bohumil Golian Boris Perusic Pavel Schenk Ladislav Toman                                         | Japan Jutaka Demaći Tsutomu Kojama Sadatoši Sugahara Naćiro Ikeda Jasutaka Sato Tošiaki Kosedo Tokihiko Higući Masajuki Minami Takeši Tokutomi Teruhisa Morijama Juzo Nakamura Katsutoši Nekoda                                     |
| Žene  | Japan Masae Kasai Emiko Mijamoto Kinuko Tanida Juriko Handa Jošiko Matsumura Sata Isobe Katsumi Matsumura Joko Šinozaki Setsuko Sasaki Juko Fudžimoto Maseko Kondo Ajano Šibuki                                         | SSSR Antonina Rižova Astra Biltauer Ninel Lukanina Ljudmila Buldakova Neli Abramova Tamara Tikonina Valentina Kamenek-Vinogradova Ina Riskal Marita Katuševa Tatjana Roščina Valentina Mišak Ljudmila Gureeva | Poljska Krystyna Czajkowska Jozefa Ledwig Marja Golimowska Jadwiga Rutkowska Danuta Kordaczuk Krystyna Jakubowska Jadwiga Marko-Ksiazek Marja Sliwka Zofia Szczesniewska Krystyna Krup Hanna Krystyna Busz Barbara Hermela-Niemczyk |